# Bánáti Béla
Bánáti Béla (Budapest, 1961.- )  magyar okleveles építészmérnök, a Bánáti + Hartvig Építész Iroda egyik alapítója és tulajdonosa, a Budapesti Műszaki és Gazdaságtudományi Egyetem Lakóépülettervezési Tanszékének oktatója.
Pályája kezdete óta kiemelt érdeklődést mutat a történeti épületek revitalizációja, valamint a historikus környezet és a kortárs építészet kapcsolata, együttélése iránt. „A pályám kezdetén, a VÁTI Műemlékvédelmi Irodáján nagyon sokat tanultam a műemlékekről, rehabilitációról, rekonstrukcióról, mindazokról a fogalmakról, melyek a meglevő, értékes épületek és a kortárs építészet kapcsolatáról szólnak. Nagyon izgalmasnak tartom, amikor történelmi mélységekbe tudom beleereszteni azokat az inspirációkat, amelyekből valami újat lehet kifejteni. Olyan kontinuitást keresek ezekben a feladatokban, amely nemcsak az adott helyben, természeti vagy épített környezetben található meg, hanem a történeti mélységben is” – olvasható az Octogon architecture&design magazin online felületén a vele készült, Korok összebékítése című interjúban.

## Szakmai pályája
Bánáti Béla felsőfokú tanulmányait a Budapesti Műszaki Egyetemen végzete, ahol 1985-ben diplomázott okleveles építészmérnökként. Az Eötvös Loránd Tudományegyetem Pszichológia Intézetének Mérő László által vezetett Szoft technológiai szaktanácsadó képzését 2016-ban fejezte be. 2019-ben a KÜRT Akadémia Agilis vezetés a digitális korban képzésén szerzett oklevelet.
Pályáját a VÁTI Műemlékvédelmi Irodájában kezdte, ahol 1985-1991 között tervező gyakornokként dolgozott. Ezt követően 1991-ben a Tért és Forma tervezője, majd 1991-től a PLANO Építész Iroda tulajdonosa. 1996-ban Hartvig Lajossal közösen megalapította a Bánáti + Hartvig Építész Irodát, melynek máig tulajdonosa, vezető építésze.
1999 óta oktatója a Budapesti Műszaki Egyetem Lakóépülettervezési Tanszékének, 2011 óta a BME Építészmérnöki kar diplomabizottságának tagja. (Az intézmény elnevezése 2000. január 1. óta Budapesti Műszaki és Gazdaságtudományi Egyetem.)
2003 óta a Magyar és a Budapesti Építész Kamara küldöttje. 2005 óta Budapest V. kerületi Kamarai Biztosa és Tervtanácsi tagja. 2007-2008 között a Kamarai Tervtanács tagja. 2012 óta az Ybl Egyesület tagja. 2018 óta Budapest XXI. kerület Településképi Tervtanácsának állandó tagja. 2019 óta a Budapesti Városépítészeti és Építészeti Tervtanács állandó tagja.

## Díjai, elismerései
- 2022 BIGSEE Architecture Award, winner, Bánáti + Hartvig Építész Iroda új irodaépülete, Hartvig Lajossal és Lőcsei Verával
- 2022 Az év környezettudatos irodája díj, Bánáti + Hartvig Építész Iroda új irodaépülete, Hartvig Lajossal és Lőcsei Verával
- 2022 Az év háza pályázat, Prefa Hungaria különdíj, Bánáti + Hartvig Építész Iroda új irodaépülete
- 2022 Média Építészeti Díja, fődíj, Bánáti + Hartvig Építész Iroda új irodaépülete, Hartvig Lajossal és Lőcsei Verával
- 2021 Budapest Építészeti Nívódíja, dicséret, Bánáti + Hartvig Építész Iroda új irodaépülete, Hartvig Lajossal és Lőcsei Verával
- 2021 Budapest Airport: BUD Cargo City projektje, Logisztikai Kiválósági díj
- 2014 Az Év Tetője Arany ceruza nívódíj, Globall Hotel uszoda és wellness épület, Telki
- 2010 XII. FIABCI Magyar Ingatlanfejlesztési Nívódíj III. díj, Vitalis Lakópark
- 2005 FIABCI Magyar Ingatlanfejlesztési Nívódíj, az Ingatlan és Befektetés szakfolyóirat különdíja, BILK Budapesti Intermodális Logisztikai Központ

## Tervpályázati díjai
- 2006 XVII. Kerületi Önkormányzat bővítése, nyílt tervpályázat Varga Borival, II. díj
- 2003 XIII. kerület Önkormányzat Fecskeház és Orvosi Rendelő, meghívásos pályázat Nyirati Zolóval, Farkas Zsófiával és Nagy Andreával, megosztott I. díj
- 2002 BILK Budapesti Intermodális Logisztikai Központ, meghívásos tervpályázat Szabó Alexával és Hidasi Györggyel, I. díj
- 1998 Fővárosi Levéltár új épülete Hartvig Lajossal, megvétel
- 1997 Providencia Oktatási Központ, Budapest, Római part Hartvig Lajossal, I. díj
- 1996 Tokaj, művésztelep, városi Kulturális Központ, M. Anda Judittal, II. díj
- 1993 Béla király út – Zugligeti út – Csermely u. rendezése, Herrer-y M. Caesarral és Páhy Árpáddal, megvétel
- 1990 Érd, Ófalu rendezése és fejlesztése Németh Lajossal, I. díj
- 1988 Keszthely, Fenékpuszta hasznosítása és fejlesztése, Farkas Máriával és Gauder Péterrel, II. díj
- 1985 Budapest 22. sz. tömb rehabilitációja Kerényi József munkatársaként, különdíj

## Kiállításai
- 2022 Találkozások terei – Építészet és design, a Budapest Design Week központi kiállítása. A Bánáti + Hartvig Építész Iroda új irodaépülete
- 2003 Közben. A magyar építészet 15 éve. Műcsarnok

## Fontosabb megépült munkái
- 2022 Drechsler-palota (egykori Balettintézet) rekonstrukciója W Hotel Budapest, Andrássy út 25.
- 2022 Bánáti + Hartvig Építész Iroda új irodaépülete, Hartvig Lajossal és Lőcsei Verával
- 2019 Tisza Lajos Irodaház, Házelnöki Rezidencia, Budapest, műemléki rekonstrukció
- 2019 Neumann János Egyetem Campus, Oktatási épület, Kecskemét
- 2018 Bud Cargo City, Logisztikai Csarnok és Irodaépület
- 2016 D8 Hotel, Budapest, V. kerület, Dorottya utca
- 2015 Budapest Airport, DHL Expressz Központ
- 2014 Wellish-palota (volt Igazságügyi Minisztérium) rekonstrukciója, Budapest, Kossuth tér
- 2014 MLSZ Edzőcentrum bővítés, uszoda és wellness szárny, Telki
- 2013 DHL Magyarország Központ, Budapest Airport
- 2013 Francia Nagyköveti Rezidencia műemléki rekonstrukciója, Budapest, Csaba utca
- 2011 Chinoin speciális anyagraktár és irodaépület, Budapest, Tó utca
- 2009 Vitalis lakópark, Herceghalom
- 2000–2010 BILK Budapesti Intermodális Logisztikai Központ teljes beépítés, 180 000 m2 logisztikai és irodaépület épület, Budapest, Ócsai út
- 2008 37 lakásos társasház, Budapest, Reitter Ferenc u. 102.
- 2008 EUROGUMI Logisztikai Épület, Törökbálint
- 2008 DAF Közép-európai Elosztóközpont, Zsámbék
- 2007 44 lakásos társasház, Paulay Ede utca
- 2006 362 lakásos társasház, Budapest, XIII. Cserhalom utca
- 2004–2007 OTP Bankfiókok, Veszprém, Várpalota, Zirc, Balatonalmádi, Ajka
- 2003 Baillou-Finnforest irodaház, Biatorbágy, Rozália Ipari Park
- 2002 Bautrans irodaház, Biatorbágy, Rozália Ipari Park

## Fontosabb tervei, pályamunkái
- 2022 Pázmány Péter Katolikus Egyetem Campus, tervpályázat, Hartvig Lajossal és Vesztergom Ádámmal
- 2022 Szemes Bay 154 lakóegységes üdülőépület, Balatonszemes (megvalósulás alatt)
- 2022 Skanska Irodaház, Hold utca 17-19.
- 2017 Új Nemzeti Galéria épülete, Sanaa Konzorcium tagjaként, Budapest, Városliget
- 2010 Budapest Airport Zrt. Fejlesztési terv Cluster 4
- 2008 Strabag Zrt. Központi Irodaház, Budapest, IX. Mester utca
- 2008 142 lakásos épület, Budapest, IV. Károlyi István Központ
- 2007 Villaépület, Biatorbágy
- 2007 Kormányzati Negyed, tervpályázat Hartvig Lajossal, Matus Istvánnal, megvétel
- 2006 XVII. Kerületi Önkormányzat bővítése, nyílt tervpályázat Varga Borival, II. díj
- 2006 Duna-Bay 33. és 39. tömb, 329 és 111 lakásos társasházak, Budapest, XIII.
- 2004 Várkert Bazár épületegyüttes rekonstrukció
- 2003 XIII. kerület Önkormányzat Fecskeház és orvosi rendelő meghívásos pályázat Nyirati Zolóval, Farkas Zsófiával és Nagy Andreával, megosztott I. díj
- 2002 BILK Budapesti Intermodális Logisztikai Központ, Központi Irodaház meghívásos tervpályázat Szabó Alexával és Hidasi Györggyel, I. díj
- 1998 Fővárosi Levéltár új épülete Hartvig Lajossal, megvétel
- 1997 Providencia Oktatási Központ, Budapest, Római part, Hartvig Lajossal, I. díj
- 1996 Tokaj, művésztelep, városi kulturális központ, M. Anda Judittal, II. díj
- 1993 Béla király út – Zugligeti út – Csermely u. rendezése Herrer y. M. Ceasarral és Páhy Árpáddal, megvétel
- 1990 Érd, Ófalu rendezése és fejlesztése Németh Lajossal, I. díj
- 1988 Keszthely, Fenékpuszta hasznosítása és fejlesztése Farkas Máriával és Gauder Péterrel, II. díj
- 1985 Budapest 22. sz. tömb rehabilitációja Kerényi József munkatársaként, különdíj

## Részvétele előadásokon, konferenciákon
- 2022 Europa Design, Irodatervezés jövője, előadó
- 2022 Construma, A jövőtudatos építészet konferencia, előadó
- 2022 Business fest, Az év irodája, kerekasztal-beszélgetés résztvevő
- 2022 SHARE konferencia, előadó, kerekasztal-beszélgetés résztvevő
- 2022 Design Week Budapest, Drechsler-palota rekonstrukciója, előadó
- 2021 Webinárium, előadó
- 2020 BM_BV konferencia, előadó
- 2016 ELTE Körbe konferencia a környezetünkről, előadó
- 2015 Építész Szakmai Napok, előadó
- 2014 Graphisoft konferencia, előadó
- 2014 Pecha Kucha, előadó
- 2014 Fenntartható reggeli YBL bicentenárium keretén belül, kerekasztal-beszélgetés, moderátor
- 2014 BME Spontán Építészet, előadó
- 2012 Lakóépülettervezés, tananyagfejlesztés, oktatófilm
- 2010 BME A Várkert Bazár rekonstrukciója, előadás
- 2009 Építészek és Épületek, előadás
- 2005 BME Középületek, előadás

## Publikációi
Rendszeres megjelenés a nyomtatott és online szakmai médiában, megvalósult épületekkel, tervpályázatokkal, interjúkkal (Építészfórum, Octogon, Alaprajz, Metszet, tematikus kiadványok, Kamarai évkönyvek, rádió, televízió)

## Kiadványai
A Bánáti + Hartvig Építész Iroda 25 éve, válogatott, megvalósult épületekről
A Nemzet Főtere. A Kossuth tér története kiadvány a Kossuth tér átépítéséről
A Wellisch-palota (Közigazgatási és Igazságügyi Minisztérium) rekonstrukciója